# Proeisphora
Nell'Antica Grecia, la proeisphora (in greco antico προεισφορά, letteralmente «anticipo di imposta») era una liturgia (servizio pubblico di imposta a un soggetto ricco) per cui un gruppo di uomini ricchi anticipavano alla polis il valore dell'eisphora (imposta eccezionale sul capitale) e che veniva rimborsata dopo da tutti i contribuenti. L'obiettivo era essenzialmente alleviare la lentezza della riscossione.
Ad Atene, sulla quale si concentrano le fonti, la proeisphora si appoggiava ad un collettivo di trecento persone, costituita dai tre rappresentanti più ricchi delle simmorie (gruppi fiscali). In caso di necessità, i tre proeispherontes anticipavano la cifra dovuta dall'insieme della loro simmoria e dopo rimborsavano i membri, anche se ciò non era sempre possibile; nel caso in cui, il proeisphoronte prendeva a suo carico tutta o parte della liturgia. La proeisphora costituiva, ciò nonostante, una liturgia di costo relativamente ridotta: per un'eisphora di 60 talenti, ogni proeisphoronte doveva avanzare 1200 dracme, ossia, da tre a cinque volte di meno soldi che per una coregia o una trierarchia.